# US-amerikanische Badmintonmeisterschaft 2011
Die US-amerikanische Badmintonmeisterschaft 2011 fand vom 22. bis zum 24. April 2011 im Affinity Badminton Club in San Carlos, Kalifornien, statt.

## Medaillengewinner
| Disziplin    | Gold                        | Silber                      | Bronze                                     |
| ------------ | --------------------------- | --------------------------- | ------------------------------------------ |
| Herreneinzel | Ilian Perez                 | Agusriadi Wijaya Amphie     | Hock Lai Lee                               |
| Herreneinzel | Ilian Perez                 | Agusriadi Wijaya Amphie     | Howard Shu                                 |
| Dameneinzel  | Cee Nantana Ketpura         | Bo Rong                     | Kuei Ya Chen                               |
| Dameneinzel  | Cee Nantana Ketpura         | Bo Rong                     | Priscilla Lun                              |
| Herrendoppel | Howard Bach Tony Gunawan    | Halim Haryanto Chandra Kowi | Brendan Lum Khankham Malaythong            |
| Herrendoppel | Howard Bach Tony Gunawan    | Halim Haryanto Chandra Kowi | Chun Ming Hua Fan Zhang                    |
| Damendoppel  | Grace Peng Yun Lee Joo Hyun | Eva Lee Paula Obanana       | Thuy Hoang Priscilla Lun                   |
| Damendoppel  | Grace Peng Yun Lee Joo Hyun | Eva Lee Paula Obanana       | Panita Phongasavithas Vimla Phongasavithas |
| Mixed        | Halim Haryanto Eva Lee      | Vincent Nguy Jamie Subandhi | Phillip Chew Cee Nantana Ketpura           |
| Mixed        | Halim Haryanto Eva Lee      | Vincent Nguy Jamie Subandhi | Hock Lai Lee Priscilla Lun                 |